# Araujia angustifolia
Araujia angustifolia là một loài thực vật có hoa trong họ La bố ma. Loài này được (Hook. & Arn.) Steud. mô tả khoa học đầu tiên năm 1840.

## Hình ảnh

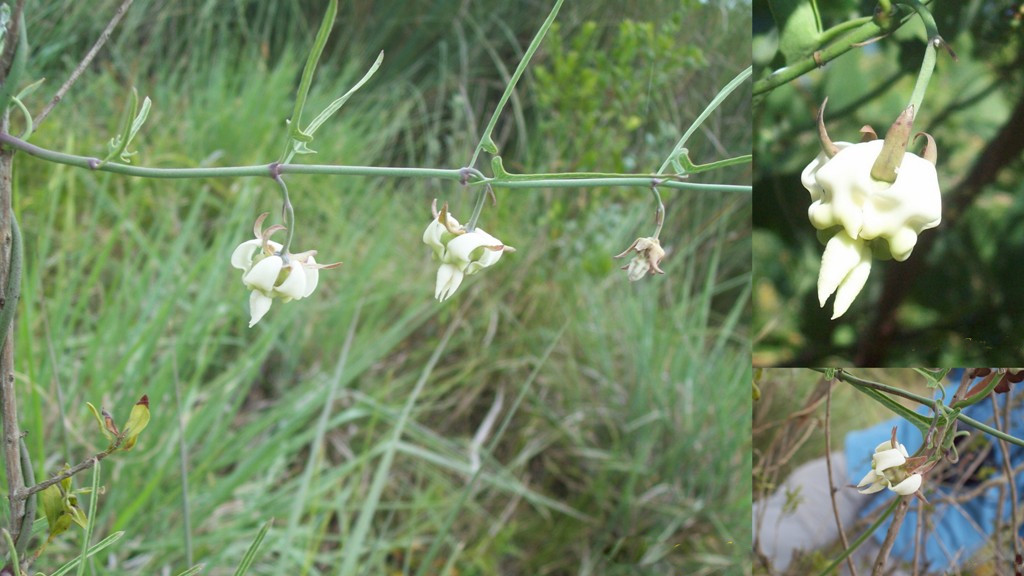